# سلالة فاغمودروبا
سلالة فاغمودروبا أو باغامودرو (بالتبتية: ཕག་མོ་གྲུ་པ་) هي سلالة حاكمة سيطرت على التبت أو أجزاء منها من عام 1354 حتى أوائل القرن السابع عشر. أسسها تاي سيتو تشانغتشوب غيالتسن من عائلة لانغ الواقعة في نهاية سلالة يوان الحاكمة. لعبت السلالة دورًا مهمًا في تاريخ التبت؛ حيث أنشأت مملكة مستقلة بعد حكم المغول، وأعادت إحياء الثقافة المحلية، وسنت تشريعات جديدة استمر العمل بها حتى خمسينيات القرن العشرين. ومع ذلك، كان تاريخها مضطربًا بسبب الاقتتال الداخلي بين أفراد السلالة أنفسهم من جهة والجاليات القوية من جهة أخرى. تراجعت قوتها بعد عام 1435 وبقيت منطقة هو (شرق وسط التبت) تحت سيطرتها فقط في القرن السادس عشر بسبب صعود الأسرة الوزارية في رينبونجبا. تعرضت للهزيمة على يد سلالة تسانغبا المنافسة في عامي 1613 و1620، وحل محلها رسميًا نظام غاندن فولدانغ الذي أسسه الدالاي لاما الخامس عام 1642. في ذلك العام، نقل جوشي خان من خوشوت رسميًا ممتلكات ساكيا، ورينبونجبا، وفاغمودروبا القديمة إلى الدالاي لاما الخامس.

## النهضة الإدارية
حكمت السلالة الجديدة من قصرها في ني دونغ في وادي يارلونغ. لم يمنح تشانغشوب جيالتسن نفسه أي ألقاب ملكية، بل فضل لقب «ديسي» بمعنى الوصي، والذي استخدمه ملوك التبت القدماء في الفترة 600-842، وأراد بذلك إنعاش أمجادهم. أعاد الوصي الجديد تنظيم الإدارة المغولية -الساكية القديمة من خلال تقسيم الأراضي ضمن مقاطعات، يندرج تحتها ولايات، حكمها من يعرفون بال«دزونغبونز» من مدن محصنة دمجت الوظائف المدنية والعسكرية، وقد أُخذوا من أتباع تشانغشوب غيالتسن المقربين ولم يكن الأمر في بدايته وراثيًا. بالإضافة إلى ذلك، ألغى تشانغشوب القوانين والعادات المغولية لصالح القوانين والأعراف التبتية التقليدية التي كانت أقل حدة وقسوة بكثير. جرى تعديل تشريعاته بعد ثلاثة قرون بواسطة الدالاي لاما الخامس وسانجي جياتسو، وظل العمل بها ساريًا حتى الإطاحة بولاية الدالاي لاما في خمسينيات القرن العشرين. أحكمت السلالة الحاكمة في البداية سيطرتها على منطقة وسط التبت (هو وتسانغ).
بعد 1373 دفع الحكام بشكل دوري ورسمي جزية إلى أباطرة سلالة مينغ في الصين، وحصلوا منهم على لقب تشانهواوانغ في عام 1406، كما انشأت سلالة مينغ رسميًا عددًا من المقرات والمقاطعات في وسط التبت. عُيّن مفوض عسكري صيني في هاتشو بالقرب من الحدود عام 1374، ومنحه الإمبراطور سلطة حكم عامة على دوكهام (شرق التبت) و هو تسانغ (وسط التبت)، بيد أنه لا يوجد ذكر لهذا المنصب في السجلات التاريخية أو الوثائق التبتية التي تظهر أن سلالة فاغمودروبا قد قدرت الألقاب التي منحتها إياها السلطات الصينية لأنها تعزز من هيبتها ونفوذها، ولكنها لم تذكر أن مينغ قد فرضت أي قوانين أو ضرائب في المنطقة. من الواضح أن الإمبراطور فضل إصدار تعيينات رسمية للتبتيين لتشغيلهم حكامًا بدلًا من محاولة إرسال مسؤولين أو قادة عسكريين وفرضهم، كما حكم فقط على المسائل والأمور الأساسية مثل ملكية دير ساكيا. عمومًا، وكما زعم مارتن سلوبودنيك: «لم تشكل سلالة فاغمودروبا حليفًا مهمًا أو عدوًا خطيرًا لعائلة مينغ في سياستها الداخلية في آسيا». يعكس مقدار المعلومات المتوفرة في المصادر الصينية والتبتية حول هذه العلاقات حقيقة أنها لم تكن على سلم أولويات الجانب الصيني أو التبتي طوال الوقت. وفي علاقاتها مع الصين أيضًا، كانت التبت واحدة من عدة مناطق محيطة.